# Sidni Hoxha
Sidni Hoxha (Shkodër, 6 januari 1992) is een Albanees voormalig zwemmer. Hij vertegenwoordigde zijn land driemaal op de Olympische Zomerspelen maar behaalde hierbij geen medaille.

## Carrière
Tijdens de Olympische Zomerspelen in 2008 in Peking zwom Hoxha de 50m vrije slag. Hij werd uitgeschakeld in de reeksen en zwom de 63e tijd. 
Vier jaar later, op de Olympische Zomerspelen 2012 in Londen zwom hij de 100m vrije slag. Opnieuw werd hij uitgeschakeld in de reeksen, dit keer met een 37e tijd van alle deelnemers. 

## Belangrijkste resultaten
| Jaar | Olympische Spelen   | WK langebaan | WK kortebaan                                                                                    | EK langebaan                           | EK kortebaan |
| ---- | ------------------- | --- | ----------------------------------------------------------------------------------------------- | -------------------------------------- | --- |
| 2008 | 20e 50m vrije slag  | | 54e 50m rugslag 54e 50m schoolslag 64e 50m vrije slag 79e 100m vrije slag 15e 4×100m vrije slag | geen deelname                          | geen deelname |
| 2009 |                     | 86e 50m vrije slag 115e 100m vrije slag 111e 200m vrije slag 107e 100m rugslag 32e 4×100m vrije slag 26e 4×200m vrije slag 40e 4×100m wisselslag |                                                                                                 |                                        | 48e 50m wisselslag 66e 100m vrije slag 54e 50m rugslag 51e 50m schoolslag 66e 50m vlinderslag 39e 100m wisselslag |
| 2010 |                     | | geen deelname                                                                                   | geen deelname                          | geen deelname |
| 2011 |                     | 39e 50m vrije slag 48e 100m vrije slag |                                                                                                 |                                        | geen deelname |
| 2012 | 37e 100m vrije slag | | geen deelname                                                                                   | geen deelname                          | geen deelname |
| 2013 |                     | geen deelname |                                                                                                 |                                        | geen deelname |
| 2014 |                     | | geen deelname                                                                                   | 23e 50m vrije slag 40e 100m vrije slag | geen deelname |
| 2015 |                     | 35e 50m vrije slag 46e 100m vrije slag |                                                                                                 |                                        | 29e 50m vrije slag 32e 100m vrije slag                                                                            |
| 2016 | 41e 50m vrije slag  | | geen deelname                                                                                   | geen deelname                          | |

## Persoonlijke records
Bijgewerkt tot en met 23 september 2018

### Kortebaan
| Afstand         | Tijd  | Datum           | Plaats  |
| --------------- | ----- | --------------- | ------- |
| 050m vrije slag | 22,05 | 4 december 2015 | Netanja |
| 100m vrije slag | 48,99 | 5 december 2015 | Netanja |

### Langebaan
| Afstand         | Tijd  | Datum            | Plaats         |
| --------------- | ----- | ---------------- | -------------- |
| 050m vrije slag | 22,80 | 11 augustus 2016 | Rio de Janeiro |
| 100m vrije slag | 50,13 | 11 augustus 2013 | Lamia          |